# Побрђани Војаковачки
Побрђани Војаковачки су насељено место у граду Крижевци, Копривничко-крижевачка жупанија, Хрватска.

## Историја
До територијалне реорганизације у Хрватској били су у саставу старе општине Крижевци.

## Становништво
У попису становништва из 2011. године, Побрђани Војаковачки су имали 35 становника.
| Број становника према пописима | Број становника према пописима | Број становника према пописима | Број становника према пописима | Број становника према пописима | Број становника према пописима | Број становника према пописима | Број становника према пописима | Број становника према пописима | Број становника према пописима | Број становника према пописима | Број становника према пописима | Број становника према пописима | Број становника према пописима | Број становника према пописима | Број становника према пописима |
| ------------------------------ | ------------------------------ | ------------------------------ | ------------------------------ | ------------------------------ | ------------------------------ | ------------------------------ | ------------------------------ | ------------------------------ | ------------------------------ | ------------------------------ | ------------------------------ | ------------------------------ | ------------------------------ | ------------------------------ | ------------------------------ |
| 1857                           | 1869                           | 1880                           | 1890                           | 1900                           | 1910                           | 1921                           | 1931                           | 1948                           | 1953                           | 1961                           | 1971                           | 1981                           | 1991                           | 2001                           | 2011                           |
| 0                              | 0                              | 0                              | 86                             | 107                            | 92                             | 109                            | 109                            | 87                             | 83                             | 120                            | 109                            | 81                             | 69                             | 60                             | 35                             |

Напомена: Исказује се од 1869 до 1948. као део насеља, а од 1953. као насеље. До 1900. исказује се као Побрђани, од 1910. до 1961. Побрђани Војаковачки, а од 1971. до 2001. Подбрђани Војаковачки. Године 1869. и 1880. подаци су садржани у насељу Војаковац.

### Попис1991.
У попису становништва из 1991. године, Побрђани Војаковачки су имали 69 становника, следећег националног састава:
| Попис 1991.‍  | Попис 1991.‍  | Попис 1991.‍ | Попис 1991.‍ | Попис 1991.‍ |
| ------------ | ------------ | ----------- | ----------- | ----------- |
|              |              |             |             |             |
| Хрвати       | Хрвати       |             | 31          | 44,92%      |
| Срби         | Срби         |             | 30          | 43,47%      |
| Југословени  | Југословени  |             | 5           | 7,24%       |
| неопредељени | неопредељени |             | 3           | 4,34%       |
| укупно: 69   |              |             |             |             |

### Попис1910.
| Побрђани Војаковачки                             | Побрђани Војаковачки                                      |
| ------------------------------------------------ | --------------------------------------------------------- |
| језик                                            | вера                                                      |
| укупно: 92 Српски 85 (92,39%) Хрватски 7 (7,60%) | укупно: 92 Православци 85 (92,39%) Римокатолици 7 (7,60%) |